# Leontocaris bulga
Leontocaris bulga is een garnalensoort uit de familie van de Hippolytidae. De wetenschappelijke naam van de soort is voor het eerst geldig gepubliceerd in 1998 door Taylor & Poore.